# Dino Buzzati
Dino Buzzati född 16 oktober 1906 i Belluno, död 28 januari 1972 i Milano, var en italiensk författare, journalist och målare. Han skrev romaner, noveller, teaterpjäser, ett seriealbum och hade utställningar med sina målningar. Hans arbeten utmärks av en påtaglig och orolig stämning, ibland med inslag av fantastik. Romanen Tataröknen från 1940 hör till hans mest kända verk. Han tilldelades Stregapriset 1958 för novellsamlingen Sessanta racconti.

## Liv och gärning
Dino Buzzati växte upp i ett välbärgat hem i Belluno i italienska Alperna. Efter en juridikexamen vid Universitetet i Milano och två års militärtjänst började han 1928 arbeta för tidningen Corriere della Sera. Han blev kvar vid tidningen de nästkommande 40 åren, först som reporter, på 1940-talet som krigskorrespondent, senare som redaktör, sportskribent och på 1960-talet som konstkritiker.
Han gav ut två romaner på 1930-talet, Barnabo delle montagne 1933 och Il segreto del Bosco Vecchio 1935. Hans stora skönlitterära genombrott kom med Tataröknen från 1940, en längre roman om en löjtnants livslånga väntan på att en mystisk fiendearmé ska gå till attack. Boken gjorde honom känd både i Italien och utomlands, och var på 1970-talet förlaga till en framgångsrik film i regi av Valerio Zurlini. Under efterkrigstiden hade Buzzati framgångar som dramatiker och operalibrettist. Hans främsta uttrycksform blev dock novellen. Han skrev åtta originalnovellsamlingar och tilldelades 1958 års Stregapris för samlingen Sessanta racconti. År 1960 gav han ut en kort science fiction-roman, Il grande ritratto, och tre år senare sin sista roman, den tragiska och erotiska En kärlekshistoria.
Buzzati var också aktiv som målare. Han hade gjort teaterdekorer och illustrerat flera egna verk, som barnboken La famosa invasione degli orsi in Sicilia från 1945. På 1960-talet kom han att fokusera alltmer på måleriet och höll flera uppmärksammade utställningar. Detta kulminerade 1969 med utgivningen av Poema a fumetti, en ambitiös serieroman som återberättar myten om Orfeus och Eurydike förlagd till samtidens Milano. År 1971 gav han ut konstboken I miracoli di Val Morel som samlar en grupp målningar som ställts ut i Venedig året dessförinnan. En samling med hans journalistik i urval gavs ut postumt 1972 som Cronache terrestri.
Hans målningar liksom hans berättelser är präglade av en mystisk och orosvarslande stämning som ibland övergår i fantastik. Han var influerad av 1900-talets moderniströrelser liksom av skräckfilmer och annan populärkultur.

### Utgivet på svenska
- Tataröknen (Il deserto dei Tartari), Bonnier, 1948, översättning av Eva Alexanderson.
- En kärlekshistoria (Un amore), Bonnier, 1965, översättning av Elisabeth von Törne-Arfwedson.

## Filmografi
- Il postino di montagna (1951) – manus

Filmatiseringar
- Un amore i regi av Gianni Vernuccio (1965)
- Il fischio al naso i regi av Ugo Tognazzi (1967)
- Il deserto dei Tartari i regi av Valerio Zurlini (1976)
- Il segreto del bosco vecchio i regi av Ermanno Olmi (1993)
- Barnabo delle montagne i regi av Mario Brenta (1994)

## Priser och utmärkelser
- Garganopriset 1951 för In quel preciso momento
- Napolipriset 1954 för Il crollo della Baliverna
- Stregapriset 1958 för Sessanta racconti
- Ameliapriset 1970